# Cassia aubrevillei
Cassia aubrevillei är en ärtväxtart som beskrevs av François Pellegrin. Cassia aubrevillei ingår i släktet Cassia och familjen ärtväxter. IUCN kategoriserar arten globalt som sårbar. Inga underarter finns listade i Catalogue of Life.